# Аминта I
Аминта I (греч. Αμύντας, дословно — «защитник»; VI — начало V вв. до н. э.) — македонский царь из династии Аргеадов, правивший во второй половине VI века до н. э. Первый из списка царей Древней Македонии, кто является несомненно исторической, а не легендарной личностью. Примерно в 513/510 году до н. э. признал верховную власть над Македонией империи Ахеменидов, породнился с влиятельными персидскими аристократами. Это позволило Аминте завоевать новые территории, обезопасить восточные границы своих владений.
При Аминте были установлены дипломатические отношения между Македонией и Афинами. Его сыном был царь Александр I, отдалённым потомком — Александр III, завоевавший Персию.

## Происхождение. Начало царствования
Аминта принадлежал к династии Аргеадов (в историографии также встречается название «Темениды»). Античные авторы причисляют этот род к Гераклидам. Исходя из сведений Геродота, которым современные антиковеды, как правило, доверяют, Аминта был праправнуком Аргея, правнуком Филиппа I, внуком Аэропа I и сыном Алкета I. В генеалогии, которую приводит Марк Юниан Юстин, сообщается, что Аминта наследовал Аэропу, но имя Алкета могло быть просто пропущено при сокращении оригинального текста Помпея Трога.
Аминта — первый царь Македонии, который является несомненно исторической, а не легендарной личностью. Точное время его жизни неизвестно. Исходя из данных «Хроники» Евсевия Кесарийского, воцарение Аминты может быть датировано 547 годом до н. э. Антиковед Ю. Керст датирует правление этого царя примерно 540—498 годами до н. э., Ю. Борза относит начало правления к последней трети VI века до н. э., а смерть царя — к началу V века до н. э. или, точнее, к 498/497 году. Гипотеза Н. Хэммонда о примерно 495 годе до н. э. как дате смерти Аминты не нашла поддержки у других учёных.
Царство Аминты представляло собой отсталую страну, окружённую варварскими народами, без больших городов и определённых границ, со столицей в Эгах. Македонский царь правил как первый среди равных племенных вождей. Его владения включали македонскую равнину с предгорьями, прибрежную равнину Пиерии у подножия Олимпа и, возможно, равнину Алмопии. Македоняне говорили, по-видимому, на одном из диалектов греческого языка, но при этом греки считали их варварами.

## Взаимоотношения с персами
Первые упоминания об Аминте в сохранившихся источниках связаны с событиями 513 или 510 годов до н. э.. Сатрап персидского царя царей Дария I Мегабаз, возможно, находившийся с ним в близком родстве, воевал тогда во Фракии и потребовал от македонского царя «земли и воды». Аминта подчинился, то есть фактически признал себя подданным Дария. Геродот подробно описывает связанные с этим события. По его словам, послы Мегабаза во время устроенного Аминтой пира опьянели и начали вести себя оскорбительно по отношению к македонским женщинам; тогда сын царя Александр собрал молодых македонян и перебил послов. Сын Мегабаза Бубар, возглавивший следствие в связи с исчезновением посольства, был подкуплен и получил в жёны дочь Аминты Гигею, так что дело удалось замять. Римский историк II—III веков Марк Юниан Юстин передаёт свою версию событий, согласно которой Мегабаз, не дождавшись послов, отправил в Македонию войско во главе с Бубаром, но тот, «раньше чем началась война, влюбился в дочь Аминты, забыл о войне и, отложив всякую вражду, женился».
Большинство историков считает рассказы Геродота и Юстина патриотическим вымыслом, появившимся после того, как греки в ходе серии войн вытеснили персов с Балканского полуострова. Сыну Аминты Александру понадобилась репутация филэллина и давнего врага персов, а потому он сам или связанные с ним афинские информаторы Геродота могли придумать историю об убийстве послов; на самом же деле Македония, по-видимому, подчинилась Персии без каких-либо эксцессов. В то же время существует мнение, что между двумя государствами существовал союз, скреплённый браком и не обязательно предполагавший вассалитет. До 492 года до н. э. Македония могла вообще не находиться под персидским контролем. По альтернативной версии, персы оставили в царстве Аминты военный гарнизон и образовали из Фракии и Македонии сатрапию Скудра. Возможно, в промежутке между 510-ми и 492 годами до н. э. персы ушли из Македонии, в связи с чем наследнику Аминты Александру пришлось повторно присягать на верность царю царей во время похода Мардония.
Сближение с Персией способствовало территориальному росту Македонского царства. Благодаря тому, что персы разбили и переселили в Малую Азию пеонов, Аминта присоединил к своим владениям Амфакситиду, Анфемунт и некоторые территории на восточном берегу реки Аксий. К тому же он смог обезопасить восточные границы своего царства.
Современные историки считают, что возникший при Аминте персидский сюзеренитет стал основой для формирования Македонской державы. Зять Аминты Бубар какое-то время находился в Македонии в качестве доверенного лица царя царей. В его задачи входил в том числе контроль над торговыми путями по реке Аксий. Историки подчёркивают, что Македония сохраняла лояльность по отношению к персам: даже во время восстания ионийских греков Аминта оставался верным подданным персидского царя. В историографии существует и другое мнение (менее распространённое) — о том, что Аминта был филэллином, а союз с персами носил вынужденный характер.
Согласно Юстину, Аминта умер вскоре после того, как Бубар покинул Македонию. Историкам ничего неизвестно о дате этого события. Возможно, персидский вельможа покинул Балканский полуостров с началом Ионийского восстания (499 год до н. э.) Если предположение верно, то датировка смерти Аминты Евсевием Кесарийским (498 год до н. э.) правдива. Согласно современным оценкам, Аминта умер между 500 и 495 годами до н. э.

## Аминта и Афины
Когда в 510 году до н. э. афиняне изгнали тирана Гиппия, то, согласно Геродоту, «царь Аминта предложил ему в дар город Анфемунт», от которого тот отказался. Это сообщение может быть истолковано по-разному: Аминта мог предложить Гиппию Анфемунт в управление или для поселения, либо, ещё по одной версии, он хотел завоевать этот город общими силами.
Историки видят в данном фрагменте свидетельство существования дипломатических отношений между Македонией и Афинами. Эти отношения могли возникнуть ещё при отце Гиппия Писистрате, который основал поселение Рекел в области Фермейского залива, то есть в непосредственной близости от владений Аминты. Не исключено, что, предлагая Гиппию Анфемунт, Аминта действовал не по частной инициативе, а по приказу персов, стремившихся заполучить рычаги влияния на Афины (в этом городе оставалось много друзей свергнутого тирана).
Установление внешних контактов предполагало также развитие торговых связей как с Грецией, так и с Персией.

## Потомки
В источниках упомянуты сын Аминты Александр, который наследовал отцу царский трон, и дочь Гигея. Александр продолжил дело отца по укреплению Македонского царства в условиях противостояния империи Ахеменидов и греческих полисов. Прямые потомки Аминты, среди которых был и Александр Великий, правили Македонией в V—IV веках до н. э. От брака Гигеи и Бубара родился сын, названный в честь деда Аминтой. Впоследствии Ксеркс I предоставил ему в управление один из подвластных персам городов (по разным версиям это могли быть Алабанда, Блауд, Алабастр).
По одной из версий сыном Аминты был царь Элимеи Арридей. Она основана на схолии к Фукидиду, в котором утверждалось, что элимиотский царь Дерда был двоюродным братом сыновей македонского царя Александра I Пердикки и Филиппа. Данная информация может обозначать, что отец Дерды, царь Элимеи Арридей, был братом, по всей видимости младшим, Александра I и сыном Аминты I. Также не исключена возможность брака между Арридеем и сестрой Александра, либо Александром и сестрой Арридея.

## Личность
О личности Аминты практически ничего не известно. При этом Марк Юниан Юстин пишет, что царь «широко прославился и собственной доблестью и исключительными дарованиями сына своего Александра».